# Theophilus (jogtudós)
Theophilus (? – 536) jogász, jogtudós, a konstantinápolyi jogi iskola tanárainak egyike. Az egyik legaktívabb közreműködő volt a Corpus Iuris Civilis anyagának összeállítása során. 
Születési helye és ideje ismeretlen. 528-ban már a jog doktora volt Konstantinápolyban, és nemsokára az itteni jogi iskola tanára lett. I. Justinianus bizánci császár megbízásából tagja volt a Codex Iustinianus-t összeállító tíztagú bizottságnak, helyet kapott továbbá a Pandektákat kidolgozó tizenhat fős bizottságban is, majd Tribonianus-szal és Dorotheus-szal közösen részt vett az Institutiones kidolgozásában. Ez utóbbi műnek a görög nyelvű változatát is ő készítette el, bár sokáig élt az a tévhit, hogy az mégsem ő, hanem egy másik Theophilus nevű személy volt. Halálának időpontja bizonytalan, a történészek 534 és 536 közé teszik annak dátumát.